# Songe à Lampedusa
Songe à Lampedusa est un recueil de poésie de Josué Guébo, publié en 2014. L'ouvrage reçoit, la même année, le Prix Tchicaya U Tam'si pour la poésie africaine.

## Thème
La thématique principale de Songe à Lampedusa fait référence au naufrage d'environ 500 migrants clandestins africains près de l'île italienne de Lampedusa, proche de la Sicile ; et qui se solde par 366 morts. Le livre traite, sur cette base, de l'émigration massive de la jeunesse africaine vers l'Europe. Il décrit les raisons qui poussent à l'émigration, les conditions dans lesquelles les voyages s'effectuent et les conséquences souvent dramatiques de ces aventures.
Le poète usant à la fois d'éléments mythologiques et historiques, questionne dans cet ouvrage des réalités complexes sur la nature de l'homme et son identité.

## Résumé
Songe à Lampedusa est l'histoire de centaines de jeunes, de diverses religions, qui partent de Libye, de Somalie, d'Érythrée ou du Mali en direction de l'Europe et dont la plupart périssent durant la traversée. Ceux qui échappent aux profondeurs de l'océan et atteignent l'île de Lampedusa, seront confrontés à la clôture électrique des haines.
C'est également, à travers le temps et l'espace, une réécriture avec un brin d'ironie, de l'Iliade ainsi que de l'Odyssée et d'une manière générale, du mythe d’Ulysse.

## Style
Songe à Lampedusa est un recueil de poèmes qui se présente cependant comme un seul texte. L'ouvrage apparaît comme une mise en vers d'un récit et tient de ce fait à la fois de la poésie et de la narration. Il use par endroits d'anaphores et d'allégories.
L'auteur y présente des souvenirs mais aussi des attentes à travers une randonnée qui le conduit à travers mer, rêve, radeau, angoisse et naufrage.

## Prix littéraire
- Prix Tchicaya U Tam'si pour la poésie africaine, 2014.

## Éditions
- Songe à Lampedusa, Silex/Nouvelles du Sud, 2014  (ISBN 9782912717702)
- Songe à Lampedusa, Fondation du forum d'Assilah, 2014  (ISBN 978-9954-33-943-5)
- Think of Lampedusa, African Poetry Book, 2017  (ISBN 9781496200426)